# Ennerdale Water

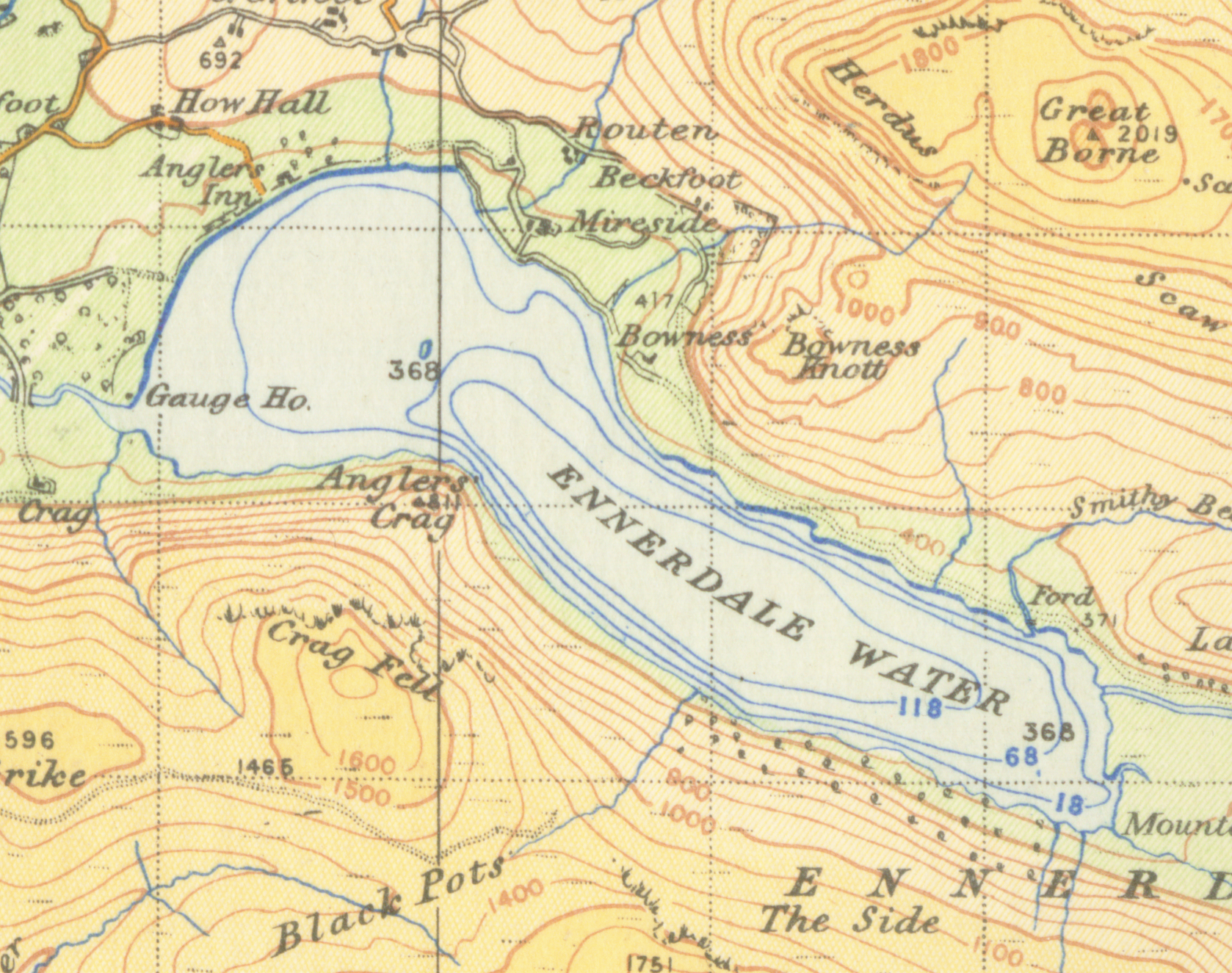
Una mappa dell'Ennerdale Water del 1948

Ennerdale Water è il lago più occidentale del Lake District National Park in Cumbria, in Inghilterra. È un lago glaciale, con una profondità massima di 45 metri, ed è largo da 700 a 1.500 metri e lungo 3,9 chilometri.
Il lago si trova nell'omonima valle di Ennerdale, circondato da alcune delle colline più alte e conosciute della Cumbria, tra cui: Great Gable (899 m), Green Gable, Brandreth, High Crag, Steeple e Pillar. A ovest del lago si trova la frazione di Ennerdale Bridge, composta da due pub e poche case, vicina al porto di Whitehaven.

## Etimologia
"Valle di Anund. Il nome Ennerdale sembra originariamente derivare da 'Anundar', genitivo sing.[ular] del nome personale ON 'Anundr'/'Qnundr', e ON 'dalr' 'valle', ma c'è stata un'influenza incrociata tra questo e 'Ehen', il nome del fiume che scorre attraverso la valle." (ON è in norvegese antico.)
Il lago è stato indicato in varie guide e mappe come "Brodewater" (1576), "Brodwater" (1695), "Broad Water" (1760), "Ennerdale Water" (1784) e "Ennerdale Lake" nella Otley's Guide (1823). Ora è la convenzione dell'Ordnance Survey a chiamarlo "Ennerdale Water".

## Geografia
L'Ennerdale Water è alimentato dal fiume Liza e da altri corsi d'acqua, e a sua volta alimenta il fiume Ehen, che scorre verso il mare d'Irlanda.

### Estrazione dell'acqua
Sebbene il lago sia naturale, nel 1902 è stata aggiunta una diga, poco profonda, a quella che probabilmente è una morena glaciale per mantenere il livello. Il lago è di proprietà dell'azienda United Utilities, che estrae l'acqua per servire le utenze nell'area di Whitehaven.
Nel 2013, l'United Utilities è stata informata dall'Agenzia per l'ambiente che la licenza di estrazione era stata revocata per proteggere l'ambiente di Ennerdale e del fiume Ehen. Ciò significava che avrebbe dovuto trovare una fonte d'acqua alternativa per i clienti della West Cumbria. Dopo una consultazione pubblica, è stata selezionata un'opzione preferita per fornire acqua alla Cumbria occidentale tramite un nuovo acquedotto da Thirlmere. Dopo un'inchiesta pubblica nel 2014, il rapporto indipendente degli ispettori di pianificazione ha stabilito che il trasferimento di Thirlmere era la soluzione giusta e che l'estrazione da Ennerdale Water sarebbe cessata entro il 2022. La costruzione dell'acquedotto è iniziata nel 2017. Allo stesso tempo, United Utilities ha iniziato a miscelare l'acqua di Ennerdale Water con l'acqua sotterranea dai pozzi vicino a Egremont.

## Misure di protezione ambientale
Ennerdale è stato designato Sito biologico di Speciale Interesse Scientifico (SSSI). Le specie di interesse includono il salmerino alpino. Il sito contiene una varietà di habitat oltre all'acqua aperta del lago stesso.

## Turismo
Nonostante sia situata sulla passeggiata da costa a costa di Wainwright, la valle non è molto visitata dai turisti.
A causa della posizione remota, della mancanza di una strada pubblica su per la valle e della sua gestione da parte della Forestry Commission, National Trust e United Utilities, Ennerdale Water non è stato rovinato come altri laghi nel Parco Nazionale da costruzioni, attività sul lago e dagli effetti del turismo.

## Fatti notevoli
Sebbene il Lake District sia un luogo popolare nel Regno Unito per le riprese cinematografiche, Ennerdale è stata lasciata relativamente nell'ombra, con solo poche brevi eccezioni. Le sequenze conclusive del film 28 giorni dopo (2002), diretto da Danny Boyle, sono state girate nella zona di Ennerdale e includono un'ampia vista panoramica del lago.
Nel 1810 un grande carnivoro uccise centinaia di pecore a Ennerdale e nei dintorni prima di essere ucciso. La gente del posto lo soprannominò il Girt (in dialetto: "grande") cane di Ennerdale, anche se si diceva che avesse i tratti sia di un cane che di un grosso gatto.
Una volta all'anno, durante l'ultima settimana di agosto, l'Ennerdale Show riunisce la popolazione locale con mostre agricole, concorsi, arti e mestieri.
Sulle rive dell'Ennerdale Water l'ex presidente degli Stati Uniti Bill Clinton, nel 1973, propose alla sua futura moglie Hillary di sposarlo.